# Tartak (gmina Soleczniki)
Tartak (lit. Tartokas) − wieś na Litwie, w rejonie solecznickim, 1 km na zachód od Solecznik, zamieszkana przez 110 ludzi. Przed II wojną światową w Polsce, w powiecie wileńsko-trockim województwa wileńskiego.
Znajdował się to obecnie zlikwidowany przystanek kolejowy Soleczniki, położony na linii Wilno - Lida.